# 萊恩·科佩爾
萊恩·科佩爾（英語：Ryan Kopel，1997年7月17日—）是一位苏格兰演员和歌手。他在西区剧院演过各种角色,並在巡演劇《致埃文·汉森》中饰演埃文·汉森（Evan Hansen）。

## 早年生活
萊恩·科佩爾于1997年7月17日在苏格兰安格斯出生。父亲是苏格兰足球名將斯科特·科佩爾; 母亲是杰奎琳·科佩爾（Jacqueline Kopel）。13岁时，科佩尔確定自己開始追求舞台和影视表演事业，並就讀於格拉斯哥的兰舞蹈学校。
科佩爾就读于伦敦的芒特维尤戏剧艺术学院並于2018年毕业，获得音乐剧学士学位。
2018年，科佩爾获得了苏格兰青年音乐剧奖。

## 职业发展

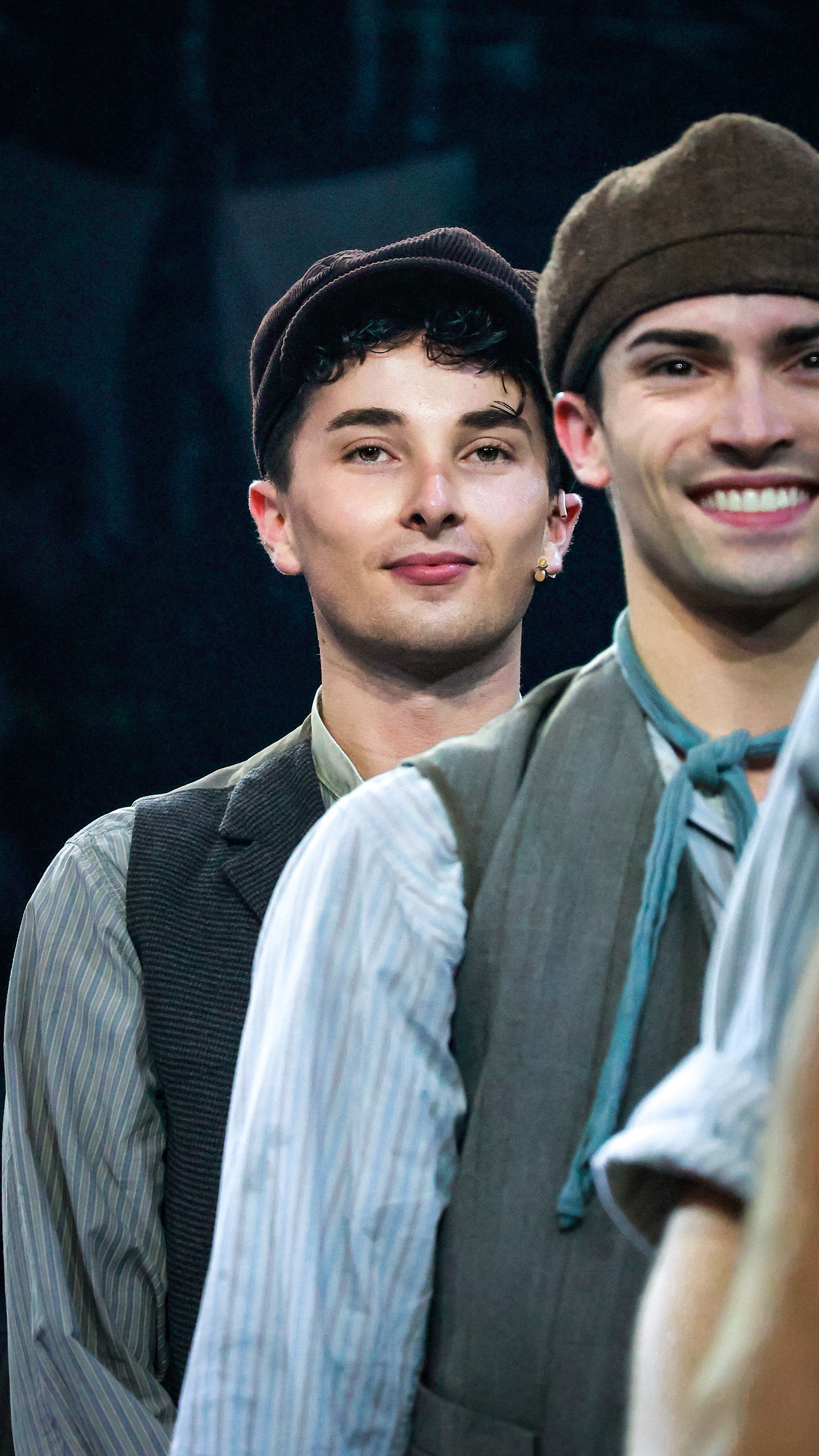
科佩尔在2023年7月的《报童传奇》戏剧表演中.

科佩爾于2018在美国剧作家田纳西·威廉斯的一部关于LGBT+主题的戏剧中扮演杰里·约翰逊（Jerry Johnson）。
2019年，科佩爾与英国演员保罗·格林伍德联袂主演了一部戏剧。 同年在愛丁堡國際藝術節演出音乐会版《西区故事》。
科佩爾于2018年第一次在西区剧院表演，出演了《遗产劇》，这是一部由斯蒂芬·达尔德里执导的关於艾滋病人同疾病作戰長達七小时的戏剧。2020年，科佩尔加入了《摩门经》的群演阵容。同年，科佩尔出演了广播剧。
科佩尔于2021年在英国医疗剧《急诊室》中客串弗兰克·波尔特（Frank Polt）一角。次年，科佩尔出演了英国迷你剧《婚礼季节》。随后，科佩爾出演迪士尼音乐剧《报童传奇》中饰演戴维（Davey）一角。
2024年，科佩爾在西区音乐喜剧《亚当斯一家音樂喜劇》中饰演了卢卡斯（Lucas）。科佩爾随后在HBO的《龙之家族》中饰演亚伦·布雷肯爵士（Ser Aeron Bracken）。
科佩爾2024年9月9日开始在英国巡演音樂喜劇《致埃文·汉森》中饰演主角埃文·汉森（Evan Hansen）。 科佩爾2025年9月会开始在亚洲巡演，在菲律宾和新加坡演出。

## 影视作品
| 年份 | 名称     | 角色                | 备注                     |
| ---- | -------- | ------------------- | ------------------------ |
| 2024 | 龙之家族 | 亚伦·布雷肯爵士（Ser Aeron Bracken） | 集數：「火磨坊」         |
| 2022 | 婚礼季节 | 邓肯（Duncan）            | 集數：「第1集」          |
| 2022 | 急诊室   | 弗兰克·波尔特（Frank Polt）   | 集數：「第35系列第25集」 |

## 戏剧作品
| 年份 | 名称                 | 角色            | 备注                 |
| ---- | -------------------- | --------------- | -------------------- |
| 2024 | 致埃文·汉森          | 埃文·汉森       | 英国巡演制作         |
| 2024 | 亚当斯一家音樂喜劇   | 卢卡斯（Lucas）      | 伦敦守护神剧院       |
| 2022 | 报童传奇             | 戴维（Davey）        |                      |
| 2020 | 摩门经               | 合唱            | 威尔士亲王剧院       |
| 2018 | 遗产劇               | 合唱/替角和     | 年轻的维克剧院       |
| 2019 |                      |                 | 曼彻斯特霍普米尔剧院 |
| 2018 | 讲述"皇后"逝去的哀歌 | 杰里·约翰逊（Jerry Johnson） | 国王头剧院           |

| 年份 | 名称     | 角色 | 备注             |
| ---- | -------- | ---- | ---------------- |
| 2019 | 西城故事 | 合唱 | 爱丁堡国际艺术节 |
| 2020 |          |      | 广播音乐剧       |
| 2023 |          |      | 杂耍剧院         |

## 註腳
- 萊恩·科佩爾在互联网电影资料库（IMDb）上的資料（英文）
- Spotlight